# Jardín Botánico de Ozarks
El Jardín Botánico de Ozarks ( en inglés : The Botanical Garden of the Ozarks) es un jardín botánico de 86 acres (348,000 m²) de extensión que se encuentra en Fayetteville, EE. UU.

## Localización
El jardín botánico se ubica en la frontera de Fayetteville (Arkansas)-Springdale en Crossover Road (Highway 265), Estados Unidos.

## Historia
La historia del jardín comienza en 1993 con un plan de desarrollo maestro del año 2001.
Su construcción se llevará a cabo en 3 fases. 
Fase 1 en la que se construye la entrada del jardín y la carretera de acceso, zona de parqueadero, centro de visitantes, cafetería y terraza de comidas, galería de exhibiciones, sala de conferencias y 1/3 del núcleo central del jardín con 1/2 de las instalaciones de horticultura y mantenimiento. 
Fase 2 en la que se crearán jardines adicionales, oficinas, aularios, instalaciones de alquiler de embarcaciones, anfiteatro, observatorio, jardines de exhibición y el resto de los jardines centrales.
Fase 3 en la que se añadirán senderos, invernadero tropical, y acondicionamiento de las orillas del lago, con los 50 acres (202,000 m²) de la zona occidental dedicados al bosque nativo con una recuperación de plantas nativas y sendero con estaciones interpretivas de la naturaleza.

## Colecciones
El jardín botánico actualmente alberga plantaciones de especies vegetales estacionales en una pequeña zona, un prado de flores silvestres (desde 1998), una senda de paseo junto a las orillas del lago y un circuito autoguiado con placas identificativas de los árboles.